# Batalla de Las Carreras
La Batalla de Las Carreras fue una de las grandes batallas durante los años posteriores a la Guerra de la Independencia Dominicana y se libró el 21 de abril de 1849, cerca de Baní, provincia de Peravia. Tropas dominicanas, una parte del ejército del sur, dirigidas por el general Pedro Santana, derrotó a una fuerza del ejército haitiano que superaba en número al dominicano, encabezado por el emperador Faustin Soulouque.

## La batalla
A las 16:00 horas los haitianos iniciaron el ataque con fuego de preparación y a seguidas trataron de materializar una penetración con sus tropas de infantería y caballería. Sin embargo, estas fueron recibidas con un fuego de detención final que duró aproximadamente una hora. Detenidas en su avance las tropas haitianas, las dominicanas aprovecharon el momento de confusión creado para lanzarse el ataque con machetes y lanzas contra las tropas invasoras. Se trabó entonces un feroz combate cuerpo a cuerpo. Un misterioso toque de retirada por parte del enemigo vino a sembrar la confusión en el campo de batalla, lo que aprovecharon los dominicanos para causarle un número considerable de bajas. Mientras tanto, las tropas del coronel Marcos Evangelista capturaban las piezas de artillería enemigas, no sin antes tener que vencer una gran resistencia del general Louis Michel, quien murió al pie de su cañón defendiéndolo.